# Enter Shikari
Gli Enter Shikari sono un gruppo musicale britannico formatosi a St Albans, nell'Hertfordshire, nel 2003.
Tra gli artisti indipendenti più popolari e di maggior successo nel Regno Unito e definito come uno tra i gruppi musicali più innovatori ed energici dal vivo, sono anche considerati tra i principali contributori alla popolarità del genere electronicore grazie al loro album di debutto Take to the Skies, che al suo interno unisce generi totalmente differenti quali metalcore e musica elettronica. A esso sono seguiti Common Dreads (2009), A Flash Flood of Colour (2012), The Mindsweep (2015), The Spark (2017), Nothing Is True & Everything Is Possible (2020) e A Kiss for the Whole World (2023), caratterizzati da un suono ancora più sperimentale ma distaccato dal metalcore, accompagnati da vari album dal vivo, raccolte ed EP, tutti pubblicati con l'etichetta Ambush Reality, fondata dal gruppo stesso.
Gli Enter Shikari sono formati, sin dagli inizi, dal cantante, chitarrista e tastierista Roughton "Rou" Reynolds, dal chitarrista Liam "Rory" Clewlow, dal bassista Christopher "Chris" Batten e dal batterista Robert "Rob" Rolfe.

## Storia del gruppo

### Gli Hybrid, formazione e prime demo (1999-2004)
Rou Reynolds e Chris Batten si conoscono all'età di 11 anni. Due anni dopo, nel 1999, formano con il compagno di scuola Rob Rolfe un gruppo hardcore punk chiamato "Hybrid", profondamente influenzato da Muse e Radiohead. Sotto questo nome pubblicano, nel 2002, un solo EP, autoprodotto e intitolato Commit No Nuisance. Successivamente i tre decidono di indirizzare la propria musica su uno stile musicale diverso, e con il chitarrista Rory Clewlow creano un nuovo gruppo, ovvero gli Enter Shikari. Il nome è preso dal nome di una barca, chiamata Shikari: affascinati anche dal significato della parola in sé (cacciatore) e dal fatto che nessuno lo conoscesse (in un'intervista Rory Clewlow dichiara "il che si adattò perfettamente anche al tipo di musica che volevamo fare"), il quartetto sceglie di affiancare ad essa il termine "Enter" per dare un nome al gruppo.
Rou Reynolds, che negli Hybrid oltre a cantare suonava la chitarra, si sposta quindi su strumenti come tastiere e sintetizzatori per dare più spazio all'elettronica nella musica del nuovo gruppo. Tra il 2003 e il 2004 pubblicano tre EP autoprodotti, promuovendoli da prima facendo da spalla nei tour ad altre band e successivamente organizzando dei propri spettacoli.

### La notorietà eTake to the Skies(2005-2007)
Gli Enter Shikari cominciano quindi a ottenere un discreto successo di pubblico, guadagnandosi anche un posto al Download Festival senza aver ancora pubblicato un vero e proprio album. Ricevono proposte di contratto da diverse etichette nazionali, ma la band rifiuta ogni offerta, volendo continuare a pubblicare i propri dischi indipendentemente.
Nell'agosto del 2006 pubblicano il loro singolo d'esordio, intitolato Mothership, su iTunes, mentre il 29 ottobre viene pubblicato il doppio lato A Sorry You're Not a Winner/OK Time for Plan B. Neanche una settimana dopo il gruppo registra un tutto esaurito all'Astoria di Londra, risultando la seconda band indipendente nella storia a raggiungere tale risultato.
Nel marzo 2007 esce, sotto la loro etichetta Ambush Reality, il loro album di debutto Take to the Skies. Il disco consacra il successo della band nel Regno Unito, e grazie ad esso ricevono importanti riconoscimenti quali "miglior band metal dell'anno" da NME e "miglior band dal vivo" e il premio all'indipendenza ai Kerrang! Awards 2007. Nella stessa edizione dei Kerrang! Awards ottengono anche altre tre candidature: "miglior singolo" per Sorry You're Not a Winner, "miglior album" e "miglior band britannica". Ai NME Awards dello stesso anno, inoltre, vengono insigniti del premio "John Peel" per l'innovazione musicale. Oltre all'aver contribuito a portare al successo il genere electronicore, Take to the Skies è stato anche il primo album di una band esordiente ad arrivare al quarto posto in classifica nel Regno Unito pur essendo stato pubblicato indipendentemente. Dopo essere sbarcata con una serie di tour sia in Giappone che in Nord America, la band riesce a pubblicare il suo album anche in tali paesi tramite, rispettivamente, la Hostess Entertainment e la Tiny Evil Records, quest'ultima appartenente all'Interscope Records. The Zone, la prima raccolta della band, viene pubblicata il 12 novembre 2007.

### Common Dreads(2008-2010)

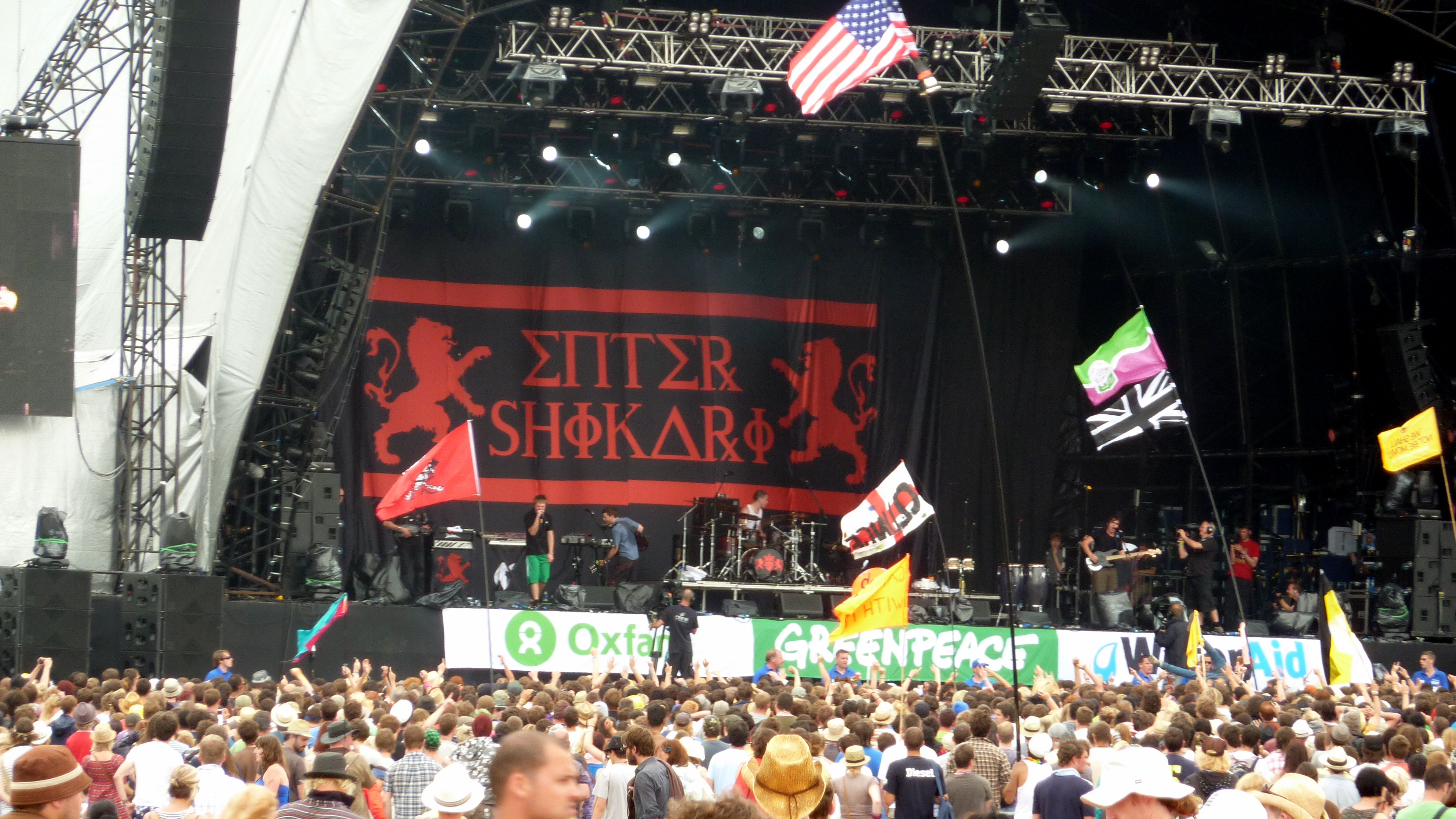
Gli Enter Shikari in concerto nel 2009 in promozione di Common Dreads

Nella prima metà del 2008 gli Enter Shikari si dedicano a un'intensa serie di esibizioni dal vivo, anche se trovano il tempo, in primavera, di registrare un nuovo brano intitolato We Can Breathe in Space, They Just Don't Want Us to Escape, pubblicato poi come singolo nel novembre successivo. Nell'ottobre 2008 cominciano invece le registrazioni per il secondo album di inediti. Finite le registrazioni nel febbraio 2009, l'album viene pubblicato il 15 giugno dello stesso anno con il titolo Common Dreads. Pur non ottenendo lo stesso successo del disco precedente e ricevendo delle valutazioni miste, il disco segna la carriera della band in termini di stile musicale, adottando nuove influenze di generi come drum and bass e hip hop e mutando le tematiche delle loro canzoni, concentrandosi più sui problemi che affliggono la società piuttosto che su quelli personali. Dall'album vengono estratti solo due singoli, Juggernauts e No Sleep Tonight, pubblicati rispettivamente a maggio e a luglio 2009 ed entrambi di discreto successo nel Regno Unito. In aggiunta, a giugno, viene pubblicato il primo album dal vivo del gruppo, Live at Milton Keynes, che in seguito darà il via a una serie di album dal vivo pubblicati a cadenza annuale chiamata Bottleg Series, sino al 2013 (con l'uscita di Live in the Barrowland, quinto album della serie).
Nel febbraio 2010 viene pubblicata la seconda raccolta della band, Tribalism, anticipata dal singolo Thumper. Nella primavera di quell'anno partecipano alle registrazioni di Spirit in the System, secondo album in studio del gruppo drum and bass/rock The Qemists, suonando insieme al trio nel singolo Take It Back. A ottobre viene pubblicato un singolo inedito, intitolato Destabilise. Successivamente, a inizio maggio 2011, la band parte per la Thailandia per registrare con Dan Weller (già produttore di Destabilise) il loro terzo album in studio. Nello stesso mese viene pubblicato Quelle Surprise, un altro singolo inedito che però, come il precedente, non farà parte del nuovo album.

### A Flash Flood of ColoureRat Race(2011-2013)

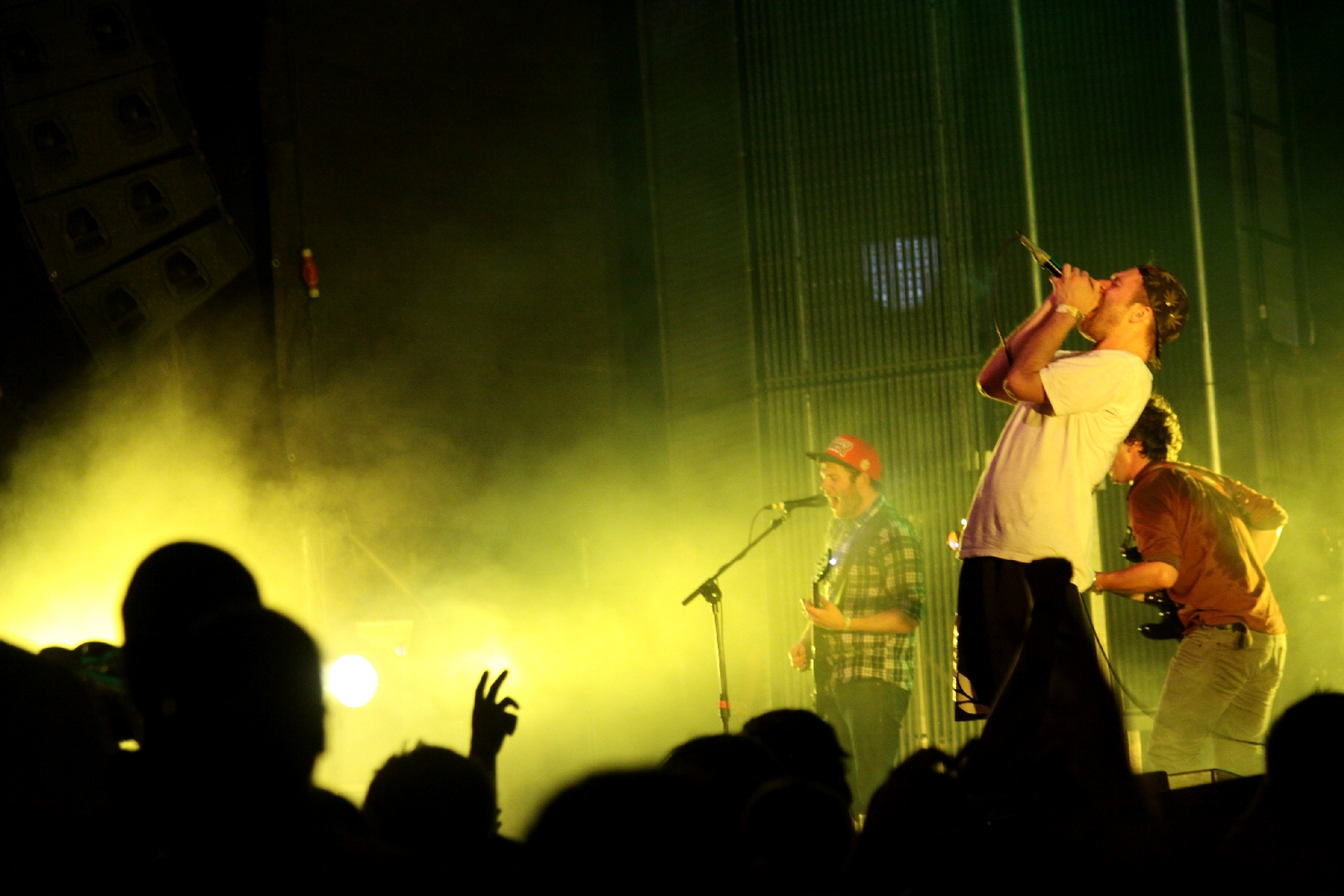
Gli Enter Shikari in concerto in Ungheria nel 2012, in occasione dell'A Flash Flood of Colour Tour

Nel giugno 2011 la band firma con la Hopeless Records, così da facilitare la distribuzione dei propri dischi negli Stati Uniti. Anticipato dai singoli Sssnakepit e Gandhi Mate, Gandhi, entrambi pubblicati nell'ultimo quadrimestre del 2011, l'album A Flash Flood of Colour vede la luce nel panorama internazionale il 16 gennaio 2012. Come Take to the Skies quattro anni prima, anche A Flash Flood of Colour raggiunge la quarta posizione nel Regno Unito, ma classificandosi anche in altri paesi come gli Stati Uniti, dove raggiunge la 67ª posizione vendendo oltre 6 000 copie durante la prima settimana di pubblicazione. Vince inoltre il premio come miglior album indipendente del 2012 agli AIM Awards. Gli altri singoli estratti dall'album sono stati Arguing with Thermometers e Warm Smiles Do Not Make You Welcome Here.
Dopo un lungo tour internazionale in supporto all'ultimo album, all'inizio del 2013 tornano in studio per registrare delle nuove canzoni. I tre brani realizzati con il produttore Dan Weller (già produttore di A Flash Flood of Colour) vengono pubblicati, a partire da maggio sino a ottobre, come singoli indipendenti. The Paddington Frisk, Radiate e Rat Race vengono poi raccolti e pubblicati, nel novembre 2013, in un EP intitolato Rat Race.

### The Mindsweep(2014-2016)

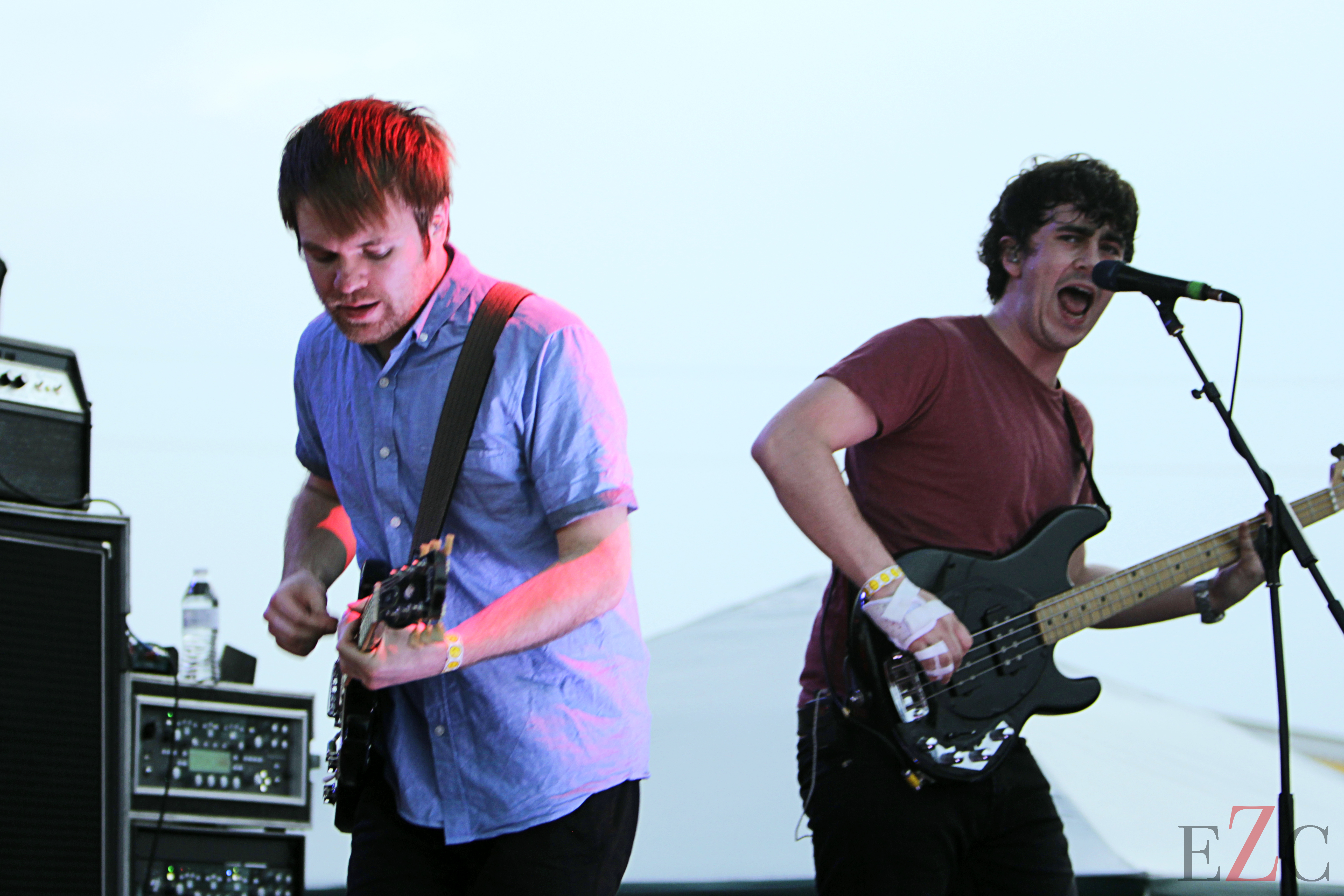
Rou Reynolds e Chris Batten in concerto nel marzo 2015, durante la prima tappa nordamericana del The Mindsweep Tour

Il 2014 vede nuovamente la band negli studi di registrazione con Dan Weller per realizzare il loro quarto album in studio, The Mindsweep, pubblicato il 19 gennaio 2015. Ad anticipare il disco viene prima pubblicato, nell'ottobre 2014, il singolo The Last Garrison, seguito a inizio gennaio da Anaesthetist.
L'album ottiene un discreto successo nelle classifiche di Australia e dei principali paesi europei, arrivando in particolare al sesto posto della Official Albums Chart, due posizioni più in basso del precedente A Flash Flood of Colour, e viene acclamato dalla critica internazionale per la sua diversità stilistica e per i testi diretti.
Nell'aprile 2015 partecipano a Worship and Tributes, compilation celebrativa dei 200 numeri della rivista Rock Sound, con una loro reinterpretazione di Chop Suey! dei System of a Down, mentre a giugno sono presenti nella tracklist della raccolta di cover Ultimate Rock Heroes di Kerrang!, con la loro rivisitazione di Know Your Enemy dei Rage Against the Machine. Entrambe le canzoni vengono poi inserite nell'EP Covers.
Il 30 ottobre viene pubblicato The Mindsweep: Hospitalised, un album di remix contenente tutti i brani di The Mindsweep remixati da artisti dell'etichetta drum and bass Hospital Records.
L'11 gennaio 2016 esce, a sorpresa, un nuovo singolo inedito intitolato Redshift. Durante la seconda serie di tour primaverili del The Mindsweep Tour iniziato l'anno precedente vengono pubblicati, rispettivamente a febbraio e ad aprile, l'EP dal vivo Live & Acoustic at Alexandra Palace e, esclusivamente per lo streaming su Deezer, l'album dal vivo Live at Deezer, registrato durante una sessione in studio a Parigi davanti a un pubblico ristretto. Il 9 ottobre 2016, come già successo con Redshift a inizio anno, viene pubblicato senza alcun preavviso un altro singolo inedito, Hoodwinker, mentre il 18 novembre 2016 esce invece in doppio CD e LP l'album dal vivo Live at Alexandra Palace.

### The Spark(2017-2019)

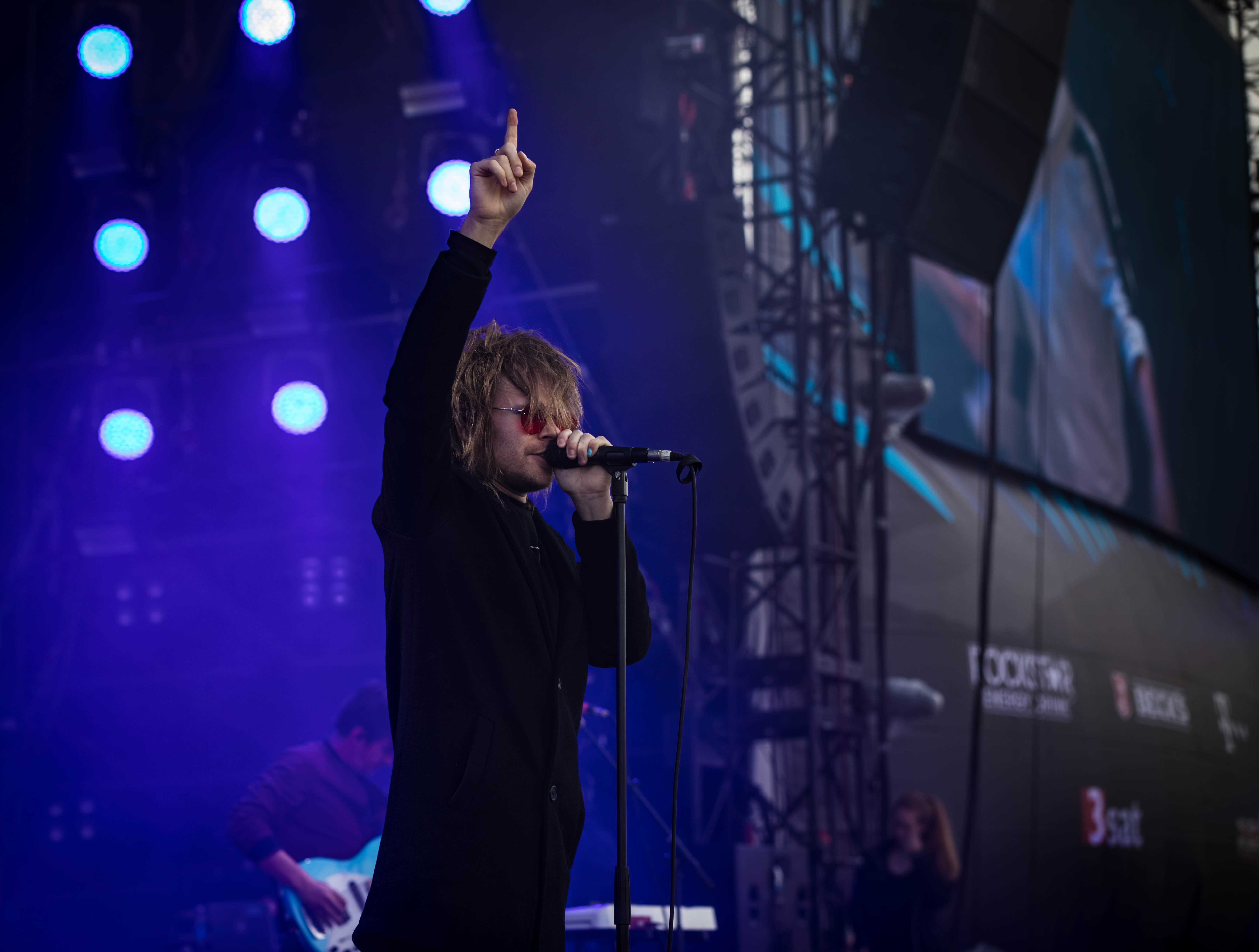
Rou Reynolds durante il Rock am Ring 2018

Da marzo sino a giugno 2017 il gruppo si imbarca nell'A Take to the Skies 10 Year Celebration, una tournée in Nord America e in Europa in celebrazione del decimo anniversario di uscita del loro album di debutto, Take to the Skies. Durante il corso del tour viene pubblicato a sorpresa il singolo Supercharge, il primo degli Enter Shikari che vede la partecipazione di un'artista esterno, in questo caso il rapper britannico Big Narstie.
Il 31 luglio 2017 viene mandato in onda in anteprima su BBC Radio 1, durante lo show di Annie Mac, il nuovo brano Live Outside. Il singolo fa parte del quinto album in studio degli Enter Shikari, The Spark, pubblicato il 22 settembre. Il disco viene prodotto, contrariamente agli ultimi due sempre prodotti da Dan Weller, da David Kosten. Il 12 settembre esce il secondo singolo estratto dall'album, Rabble Rouser, seguito una settimana dopo da Undercover Agents. Il 31 ottobre viene pubblicato come singolo anche The Sights, accompagnato da un video ufficiale pubblicato in concomitanza dell'inizio dell'In Celebration of The Spark Tour. Dopo i festival estivi, in inverno il gruppo si imbarca nel Stop the Clocks Tour.
Il 27 novembre vengono aperte le preordinazioni per due nuovi album dal vivo, Take to the Skies: Live in Moscow e Live at Alexandra Palace 2, che vengono entrambi pubblicati in doppio vinile, chiave USB e download digitale il 15 febbraio 2019.
Il 13 agosto 2019 viene pubblicato come singolo, insieme a un video ufficiale, il brano Stop the Clocks, già suonato più volte dalla band nel corso dell'omonimo tour ma mai pubblicato ufficialmente. L'uscita del singolo coincide anche con la fine della oltre decennale collaborazione con la PIAS Recordings, all'indomani della firma di un accordo discografico della band con l'etichetta indipendente di Londra SO Recordings, attraverso la quale verrà pubblicato il sesto album di inediti del gruppo, la cui scrittura inizia già nell'estate di quell'anno durante il tour statunitense del gruppo. Il disco verrà prodotto, per la prima volta, dal frontman Rou Reynolds. Al termine del 2019, la rivista Rock Sound nomina gli Enter Shikari il miglior gruppo britannico dell'anno.

### Nothing Is True & Everything Is Possible, collaborazioni varie (2020-2022)
Il 10 febbraio 2020 viene mandato in onda su BBC Radio 1, in anteprima, il singolo The Dreamer's Hotel, estratto dal nuovo album in studio del gruppo. Il disco, intitolato Nothing Is True & Everything Is Possible, verrà pubblicato il 17 aprile 2020 dalla Ambush Records e dalla SO Recordings. Parlando del loro sesto album, il cantante, tastierista e produttore Rou Reynolds lo descrive come una combinazione di «tutto ciò che il gruppo ha prodotto negli anni precedenti», e che la parola chiave del disco è «possibilità». A marzo vengono pubblicati altri due singoli estratti dall'album, intitolati The King e T.I.N.A., e annunciate le date del tour in promozione all'album che inizierà ad ottobre, a causa del blocco di tutti gli eventi dal vivo in seguito alla pandemia di COVID-19. L'intero tour è stato poi definitivamente posticipato, durante l'estate, al 2021. Un altro singolo, la traccia d'apertura The Great Unknown, viene pubblicato digitalmente e per lo streaming l'8 aprile 2020. Il giorno precedente all'uscita di Nothing Is True & Everything Is Possible viene trasmesso in anteprima radiofonica su BBC Radio 1 il quarto singolo Satellites.
L'album segna un ritorno a sonorità più aggressive e più vicine alla musica da rave rispetto al precedente The Spark, pur essendo presenti alcuni pezzi prettamente orchestrali o vicini al jazz, e discostandosi dalle tematiche trattate, più intime e introverse, del suo predecessore. È inoltre il primo album del gruppo a raggiungere il podio della classifica britannica degli album, debuttando direttamente al secondo posto.
Il 3 luglio 2020 viene pubblicato, nel solo formato digitale, l'album dal vivo The Last Spark: Live at Ancienne Belgique, Brussels. May 2019. Bootleg Series Vol. 11; il profitto delle vendite viene interamente devoluto in beneficenza allo staff che si sarebbe dovuto occupare della tournée degli Enter Shikari di quell'anno, cancellata a causa della pandemia. Una nuova tournée europea viene comunque ufficialmente annunciata nel marzo 2021, con date previste per dicembre 2021 e febbraio 2022.
A partire dalla stagione 2020-2021, gli Enter Shikari sono sponsor ufficiale della squadra di calcio della loro città, il St Albans City Football Club, con il loro logo esposto sul fronte di entrambe le maglie di casa e trasferta.
Nell'aprile 2021 viene pubblicata, a sorpresa, la raccolta Moratorium (Broadcasts from the Interruption), contenente esibizioni dal vivo registrate presso le abitazioni dei componenti del gruppo durante e dopo le diverse fasi di lockdown a causa della pandemia di COVID-19, già rese disponibili per l'ascolto con i relativi video sul canale YouTube del gruppo nei mesi precedenti. Il disco viene pubblicato in formato fisico con una nuova edizione di Nothing Is True & Everything Is Possibile nel giugno 2021.

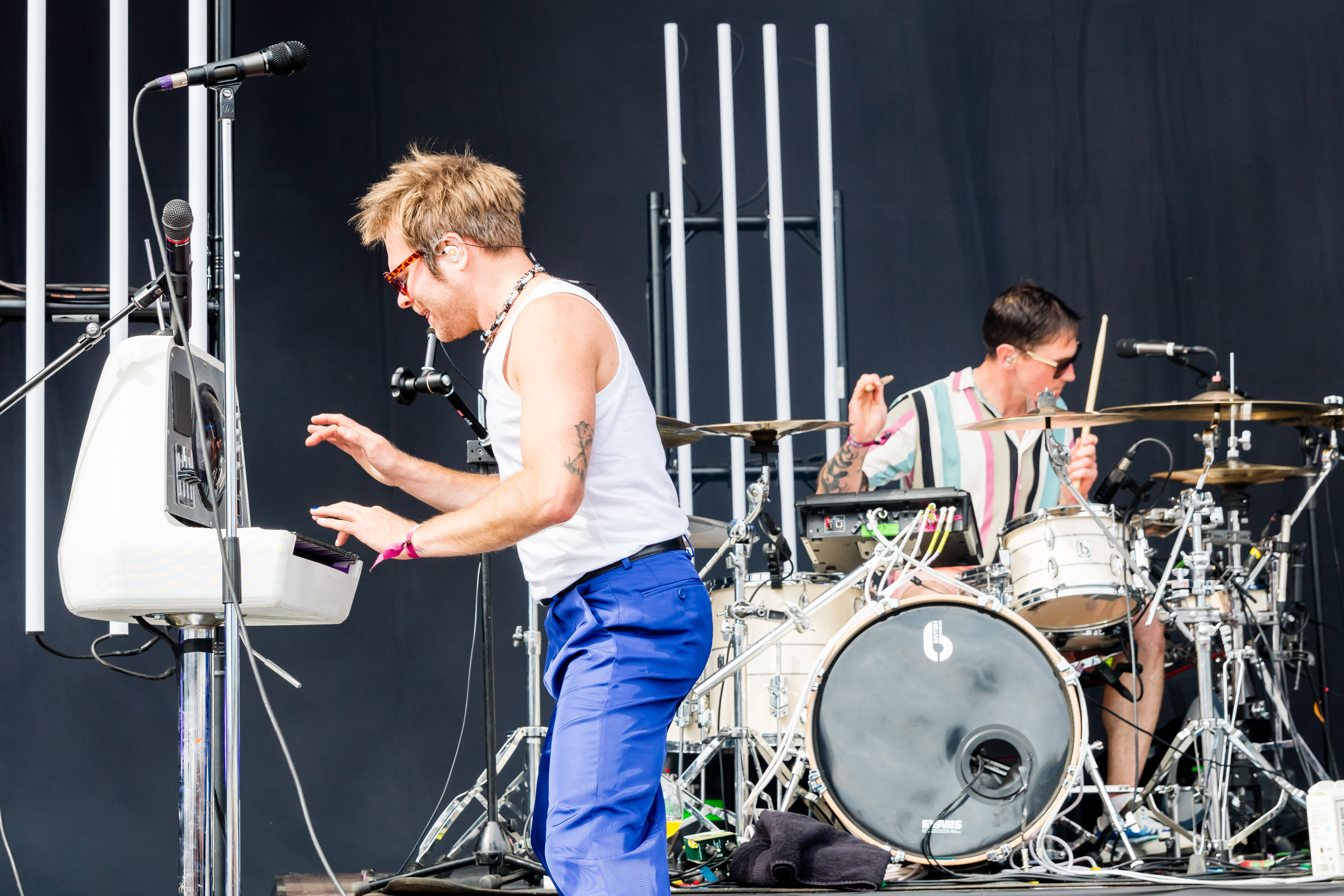
Rou Reynolds e Rob Rolfe durante l'esibizione degli Enter Shikari al Download Germany 2022

Dopo aver presenziato a numerosi festival europei, tra i quali la prima edizione del Download Germany, durante il quale condividono il palco con artisti come Metallica, Five Finger Death Punch, Sabaton e Behemoth, nell'agosto 2022 il gruppo pubblica una foto con il duo britannico Wargasm, seguita da un altro post raffigurante quella che poi viene rivelata essere la copertina di un nuovo singolo, intitolato The Void Stares Back e realizzato in collaborazione proprio con i Wargasm, e poi pubblicato il 12 agosto. Gli Wargasm, insieme ai Trash Boat, sono i supporter principali degli Enter Shikari, da gennaio 2022 e sino alla fine dell'anno, durante il loro tour internazionale, al quale si aggiungerà per alcune date in Europa anche la cantante britannica Cody Frost, che collabora con il gruppo a un altro singolo inedito, Bull, pubblicato il 16 novembre.

### A Kiss for the Whole World(2023-presente)
Il 12 gennaio 2023 viene pubblicato, a sorpresa, il singolo inedito (Pls) Set Me on Fire, che va ad anticipare il settimo album in studio A Kiss for the Whole World, la cui pubblicazione viene annunciata per l'aprile seguente. Registrato in una fattoria nei pressi di Chichester, Regno Unito, nella primavera del 2022, viene promosso da un tour britannico che vede il gruppo tornare a suonare, a cadenza mensile da febbraio ad aprile, negli stessi cinque capoluoghi inglesi, oltre che da alcune date aggiuntive nel resto d'Europa e negli Stati Uniti.
Un secondo singolo estratto dall'album e intitolato It Hurts viene pubblicato, anch'esso senza nessun preavviso, il 9 febbraio. È seguito, il 9 marzo, dal terzo singolo Bloodshot. A Kiss for the Whole World viene pubblicato, accompagnato dal video ufficiale della title track, diretto come tutti quelli dei tre singoli da Rou Reynolds, il 21 aprile, con la produzione dello stesso Reynolds. Debutta direttamente alla prima posizione della Official Albums Chart britannica, diventando il primo album della band a ottenere tale risultato.
Il 19 ottobre dello stesso anno, nel pieno del tour internazionale in supporto al nuovo album, viene pubblicato l'EP From Nothing, contenente quattro tracce eseguite dal vivo dal gruppo in occasione dell'invito dell'etichetta discografica Audiotree nel loro studio. Il 10 novembre viene pubblicato il brano Strangers, realizzato dagli Enter Shikari insieme alla cantante australiana Aviva; un altro singolo inedito viene piubblicato il 16 gennaio 2024, intitolato Losing My Grip e che vede la partecipazione vocale di Jason Aalon Butler dei Fever 333.
Il 23 aprile 2024 viene pubblicato come singolo il remix degli Shikari Sound System, alter ego del gruppo, di Goldfish, brano originariamente presente in A Kiss for the Whole World, e annunciate nuove date da headliner in Nord America per il tour internazionale in supporto all'album. Viene inoltre annunciata la pubblicazione, per il 5 luglio 2024, dell'album Dancing on the Frontline, contenente remix, tracce dal vivo e gli ultimi singoli pubblicati in collaborazione con altri artisti.
Il 20 maggio 2025 il gruppo annuncia la pubblicazione dell'album dal vivo Wembley. London. 17th February 2024, che avverrà l'11 luglio seguente.

## Stile e influenze musicali
(Frase con cui gli Enter Shikari si autodescrivono sui social network)

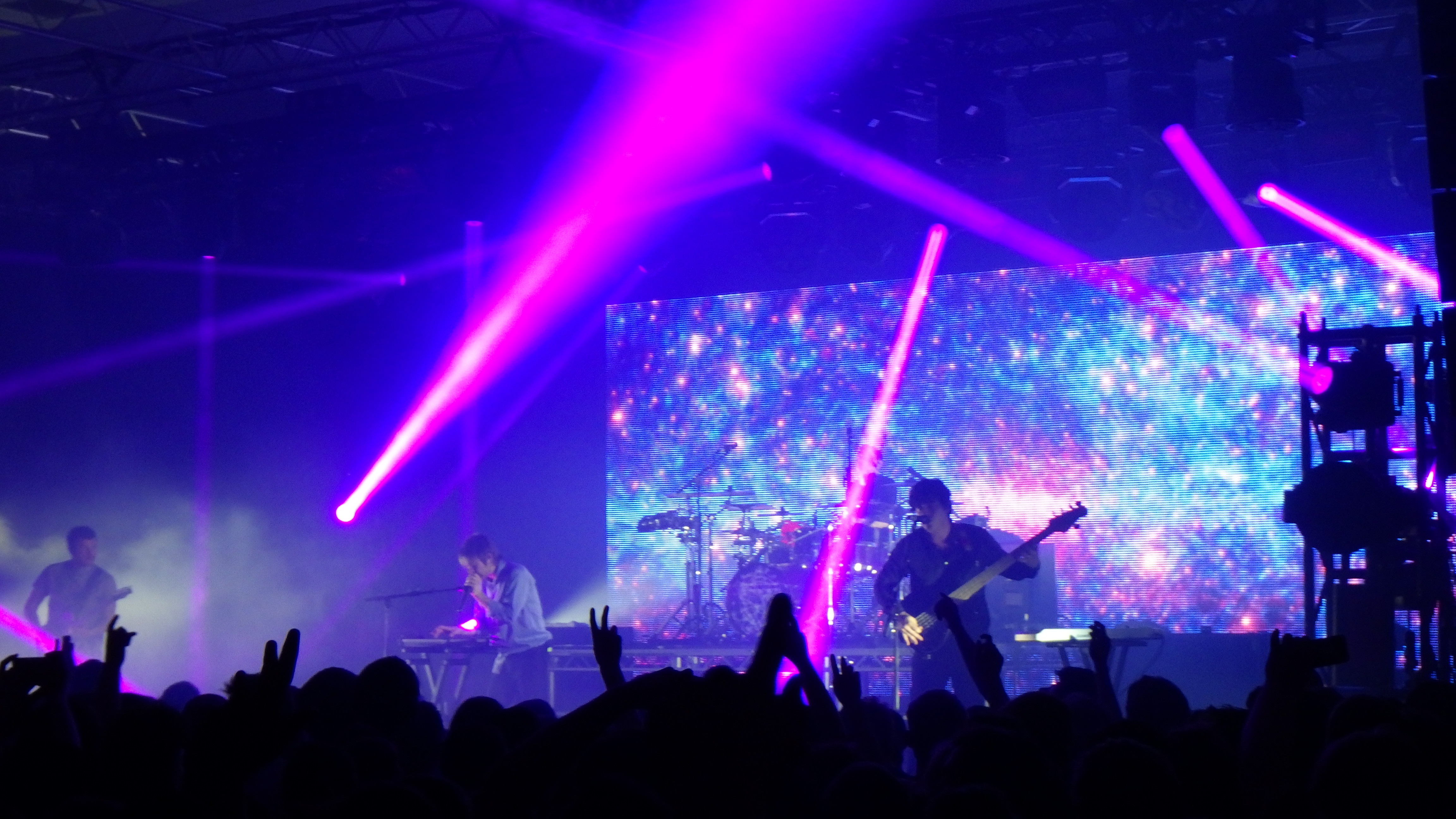
Gli Enter Shikari in concerto nel 2016

Il particolare stile musicale degli Enter Shikari è stato inizialmente definito come "electronicore", del quale sono considerati i principali pionieri. Uniscono a un sound tipico del post-hardcore (sottogenere del punk rock) con influenze metalcore, alternative metal e nu metal gli elementi tipici della musica trance e, dal secondo album Common Dreads, del drum and bass, dell'industrial e del dubstep.
A partire dal terzo album A Flash Flood of Colour gli Enter Shikari hanno cominciato a includere nella loro musica sonorità attribuibili al rock sperimentale, e al post-rock oltre a diverse influenze dub, grime e dance in aggiunta a quelle già proposte nei primi due album. Dall'album The Mindsweep il gruppo si è anche cimentato regolarmente nella scrittura di pezzi comprendenti strumentazione della musica classica e del jazz. Spesso nei loro brani sono presenti parti vocali rappate o parlate, oltre che screaming e growl, dal cantante Rou Reynolds spesso utilizzati. È più di recente utilizzo, invece, l'uso del falsetto e del baritono da parte di quest'ultimo, con un esteso utilizzo della prima tecnica nel sesto album Nothing Is True & Everything Is Possible. Dopo aver virato la propria musica su elementi maggiormente melodici in The Spark e Nothing Is True & Everything Is Possible, nel successivo A Kiss for the Whole World il gruppo ha reintrodotto le incursioni post-hardcore, mantenendosi comunque su uno stile arricchito dai più svariati generi, dall'hip hop alla musica elettronica e a quella classica, come dal rock alternativo e al pop punk.
La loro musica è stata anche definita con termini inconsueti come "dance metal", "rave metal" e "heavy drum and bass", non sempre riconosciuti dalla band. Sono stati definiti dalla critica «uno dei migliori gruppi britannici rock alternativo dal vivo» e «i re della trancecore». Lodati per le energiche e spettacolari esibizioni dal vivo, nel 2017 sono stati considerati dal The Independent tra i maggiori innovatori contemporanei dei concerti in arena.
I membri della band hanno indicato come loro principali influenze artisti quali The Prodigy, Rage Against the Machine, The Chemical Brothers, The Beatles, The Dillinger Escape Plan, Refused, The King Blues, Oasis, Radiohead, Sick of It All e David Bowie. Riguardo quest'ultimo, Rou Reynolds ha dichiarato che «come tante altre band, senza David Bowie e l'eredità che egli ha lasciato non saremmo qui».

## Ideologia e iconografia
(Frase ricorrente di Rou Reynolds durante i concerti degli Enter Shikari)
I testi delle loro canzoni, scritti dal cantante Rou Reynolds, dal secondo album sono perlopiù incentrate sui problemi a livello globale della popolazione contemporanea come la grande recessione, e la protesta contro l'attuale sistema politico, economico e sociale, valorizzando l'uguaglianza dei diritti, l'inutilità delle guerre e l'idea di una società senza alcuna divisione linguistica e territoriale. Spesso tali temi sono esposti in un'ottica progressista.
In particolare, Rou Reynolds ha detto sui suoi testi:
Sempre lo stesso Reynolds asserisce che il messaggio principale che la band vuole trasmettere è: «se basiamo le nostre vite sull'amore e l'unità, non c'è altro di cui doversi preoccupare».
Definiti dai media una band "politica", gli Enter Shikari hanno dichiarato che non si rispecchiano in tale definizione e preferiscono termini come "band attivista" o "socialmente conscia".
Per due anni, dal 2009 (anno di uscita del secondo album in studio della band, Common Dreads) al 2010, la band ha adottato come suo simbolo l'immagine di un leone rampante (liberamente ispirato a quello presente nello stemma reale del Regno Unito e simbolo di forza e coraggio), per poi utilizzare, a partire dal 2011, il simbolo di un triangolo rovesciato. Ciò rappresenta l'opposizione alla classica rappresentazione piramidale delle classi sociali, che vede le classi più povere (consistenti nella maggioranza delle persone nel mondo) rappresentate come la parte più larga e più in basso del triangolo e i pochi ricchi e potenti (che controllano quello che gli altri vedono e fanno nella vita di tutti i giorni) nella parte più alta. Rou Reynolds ha dichiarato infatti che, a suo parere, "il potere dovrebbe appartenere alla maggioranza delle persone, poiché sono loro a sostenere l'intero triangolo". Il simbolo è stato poi modificato, dal 2013, con l'aggiunta di un cerchio a cui il triangolo è sovrapposto (rappresentante il pianeta Terra), e nel 2016 con l'aggiunta di un ulteriore cerchio attorno ad esso. Coautore del logo del triangolo è, insieme agli Enter Shikari, il loro manager Ian Johnsen, della Thirty Media Management, società con cui la band è sotto contratto; Johnsen dichiara che nella sua ideazione ha pensato di omaggiare il simbolo dei Crass. Tale simbolo non viene raffigurato in una colorazione predefinita ma cambia di colore a seconda del media per il quale o sul quale viene posto.

## Progetti paralleli

### Ambush Reality

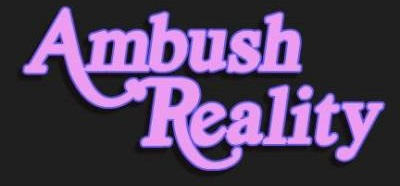
Logo della Ambush Reality

La Ambush Reality è un'etichetta discografica indipendente creata nel luglio 2006 dagli stessi Enter Shikari per pubblicare i loro dischi. Il 21 luglio 2014 hanno inoltre pubblicato un singolo della band hardcore Heck (precedentemente Baby Godzilla).
Sino al 2019, anno in cui il gruppo ha firmato un contratto discografico con l'etichetta indipendente londinese SO Recordings, i dischi della Ambush Reality sono stati distribuiti in Europa dalla PIAS Recordings, mentre dal 2011 negli Stati Uniti d'America, in Giappone e in Australia è stata supportata, rispettivamente, dalla Hopeless Records, dalla Hostess Entertainment e dalla Liberator Music. Precedentemente la band aveva un accordo con la Tiny Evil Recordings (appartenente alla Interscope Records, del gruppo Universal) per le sue pubblicazioni negli Stati Uniti.

### Shikari Sound System
I quattro membri della band realizzano anche musica drum and bass ed EDM con lo pseudonimo Shikari Sound System. Tramite il progetto, nato nel 2013, la band ha remixato e pubblicato ufficialmente i propri singoli Radiate, Live Outside, Rabble Rouser e Goldfish, Can You Feel My Heart dei Bring Me the Horizon, H.O.P.E. dei Bleach Blood, The Great Hardcore Swindle degli Heck, Elevate degli Hacktivist, Warning degli Air Dubai, The Wounded World degli As It Is e di altri brani. Sempre dal 2013 gli Shikari Sound System organizzano ogni anno un congruo numero di DJ set in Inghilterra, durante i quali si esibiscono con remix di brani degli Enter Shikari e di altri artisti. Oltre a diversi video teaser, nel 2016 è stato pubblicato sul sito ufficiale degli Enter Shikari anche un intero DJ set, distribuito per il mercato musicale con il titolo Sssheffield. 01Nov16.

### Jonny & The Snipers
Jonny & The Snipers è invece il nome con il quale la band reinterpreta i propri brani in chiave jazz, liberamente ispirato al titolo del loro singolo del 2007 Jonny Sniper. Nel 2011 realizzano una cover di Destabilise, inserita nella lista tracce dei formati CD e digitale del successivo singolo Quelle Surprise, mentre nel 2015 è la volta di There's a Price on Your Head, dall'album The Mindsweep dello stesso anno. Per entrambe le rivisitazioni sono stati pubblicati due video ufficiali.

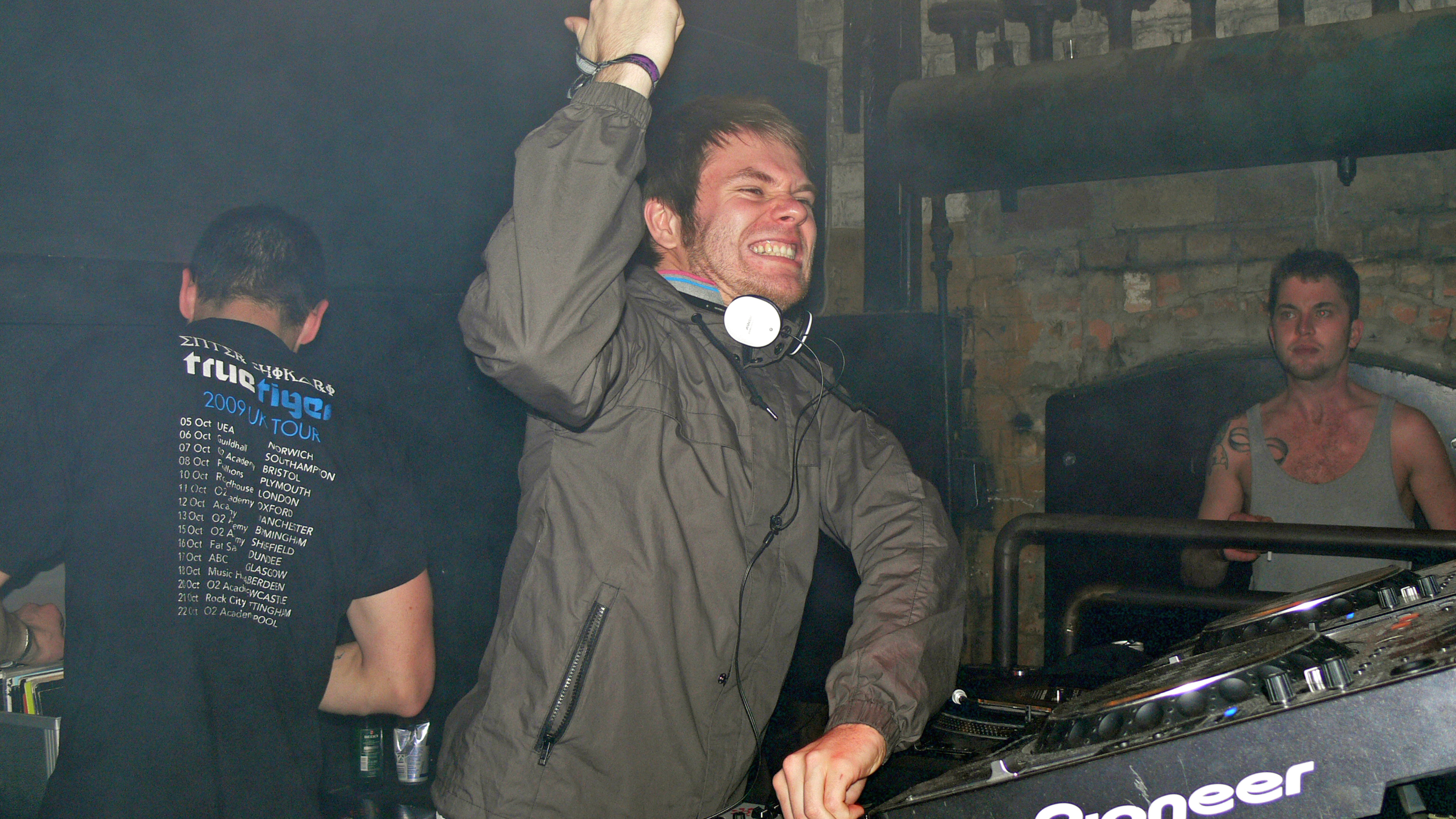
Il cantante Rou Reynolds durante un DJ set a Berlino nel 2009

### Progetti solisti
Precedentemente chiamato Routron 5000 e, per breve tempo, Shark & Blitz, Rout è il progetto musicale da solista con il quale Rou Reynolds pubblica musica elettronica, principalmente dubstep e drum and bass. Oltre ai numerosi remix realizzati, tra i quali anche quelli di canzoni degli Enter Shikari pubblicati in singoli o in edizioni speciali degli album del gruppo, Rout ha anche prodotto un album in studio e un EP di materiale inedito.
Anche il batterista Rob Rolfe (sotto il nome Sgt. Rolfy) e il chitarrista Rory Clewlow (come Rory C) hanno realizzato musica elettronica sia dal vivo che in forma di remix di altri brani, alcuni dei quali inseriti nell'edizione speciale di A Flash Flood of Colour.
Dopo la nascita degli Shikari Sound System tali progetti, compreso Rout, sono passati in inattività.

### Collaborazioni
Nel 2010 la band firma la sua prima collaborazione inedita con il trio britannico The Qemists nel singolo Take It Back, estratto dal loro secondo album Spirit in the System. Nonostante siano accreditati come "Enter Shikari" e tutti i quattro membri appaiano nel video ufficiale del brano, solo Rou Reynolds e Rory Clewlow hanno partecipato alle registrazioni del brano (Reynolds come voce solista e autore del testo e Clewlow come chitarrista).
Rou Reynolds ha invece partecipato come voce ospite o strumentista a brani di numerosi artisti, britannici e non, come in Eavesdropper degli Stray from the Path (dall'album Subliminal Criminals del 2015) e Taken degli esordienti Hacktivist (dall'album Outside the Box del 2016). Entrambe le band hanno suonato con gli Enter Shikari come gruppo di supporto durante il The Mindsweep Tour nel corso del 2015. Tra i numerosi artisti con i quali Reynolds ha collaborato figurano inoltre Crossfaith, While She Sleeps, Issues e You Me at Six.
Nel 2017 il gruppo ha pubblicato il suo primo singolo collaborativo, Supercharge, che vede la partecipazione vocale del rapper grime britannico Big Narstie, comunque non incluso in nessun album in studio. Nel 2022 vengono pubblicati i singoli The Void Stares Back e Bull, realizzati con la partecipazione, rispettivamente, degli Wargasm e di Cody Frost, entrambi artisti synthpunk britannici ispiratisi, all'inizio della loro carriera, agli Enter Shikari. Entrambi hanno aperto alcuni concerti del gruppo nel corso del Nothing Is True... Tour. Nel 2023 gli Enter Shikari collaborano al singolo Strangers con la cantante australiana Aviva, e nel 2024 pubblicano Losing My Grip, con Jason Aalon Butler, cantante dei Fever 333.

## Formazione
- Rou Reynolds – voce, chitarra ritmica, pianoforte, tastiera, sintetizzatore, programmazione, percussioni, tromba
- Liam "Rory" Clewlow – chitarra solista, tastiera, percussioni, voce secondaria
- Chris Batten – basso, tastiera, sintetizzatore, percussioni, voce secondaria
- Rob Rolfe – batteria, percussioni, cori

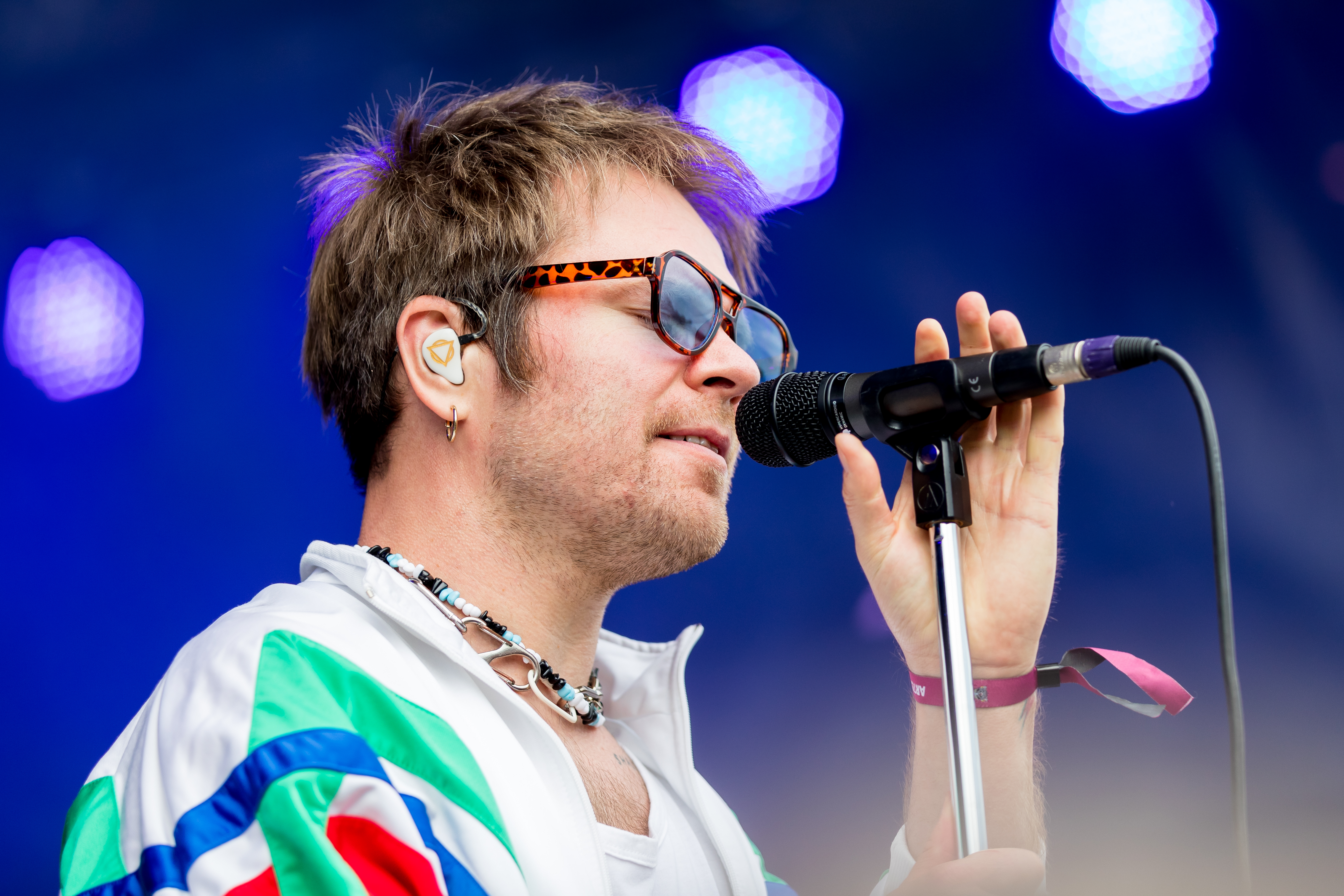
Rou Reynolds
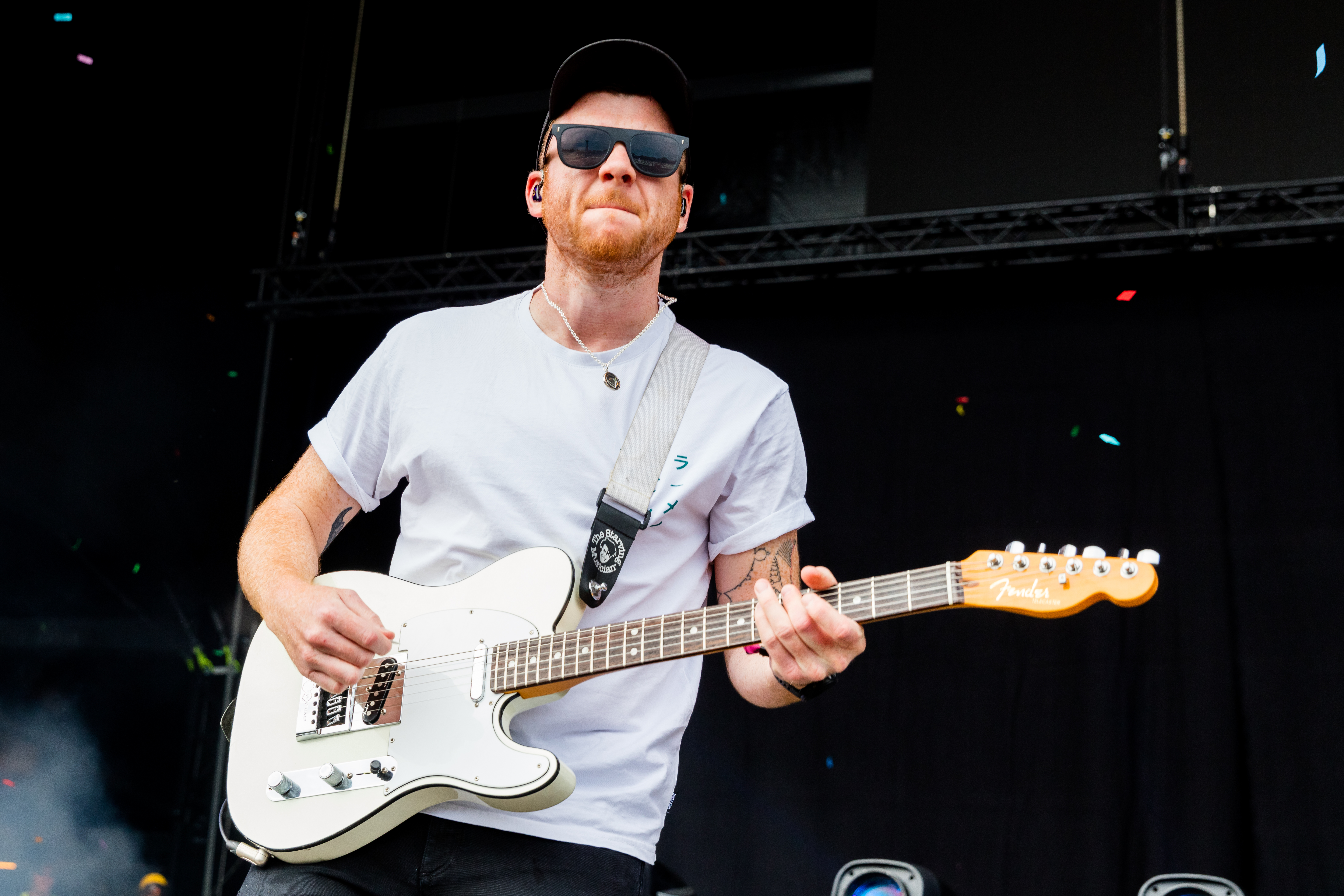
Liam "Rory" Clewlow
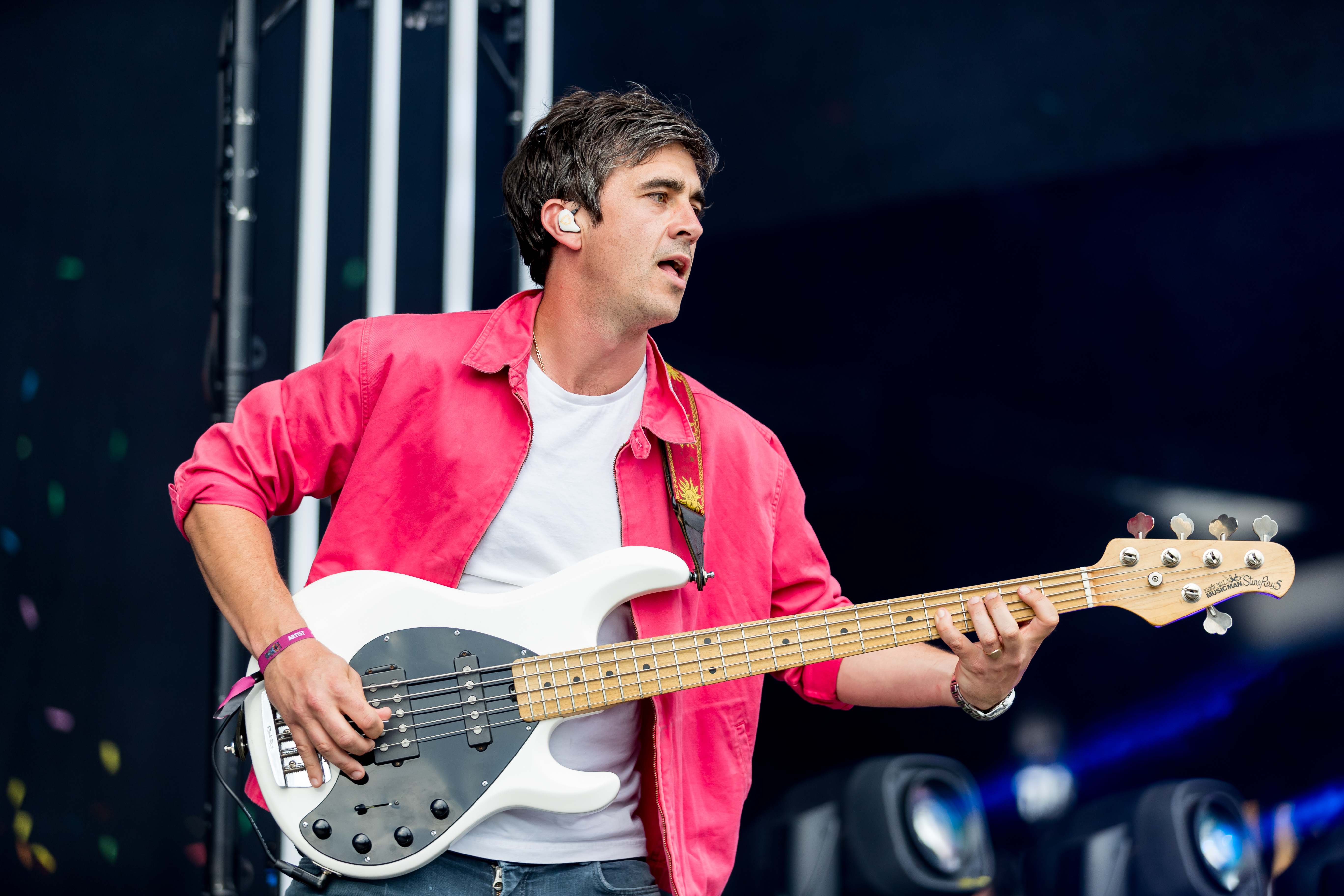
Chris Batten
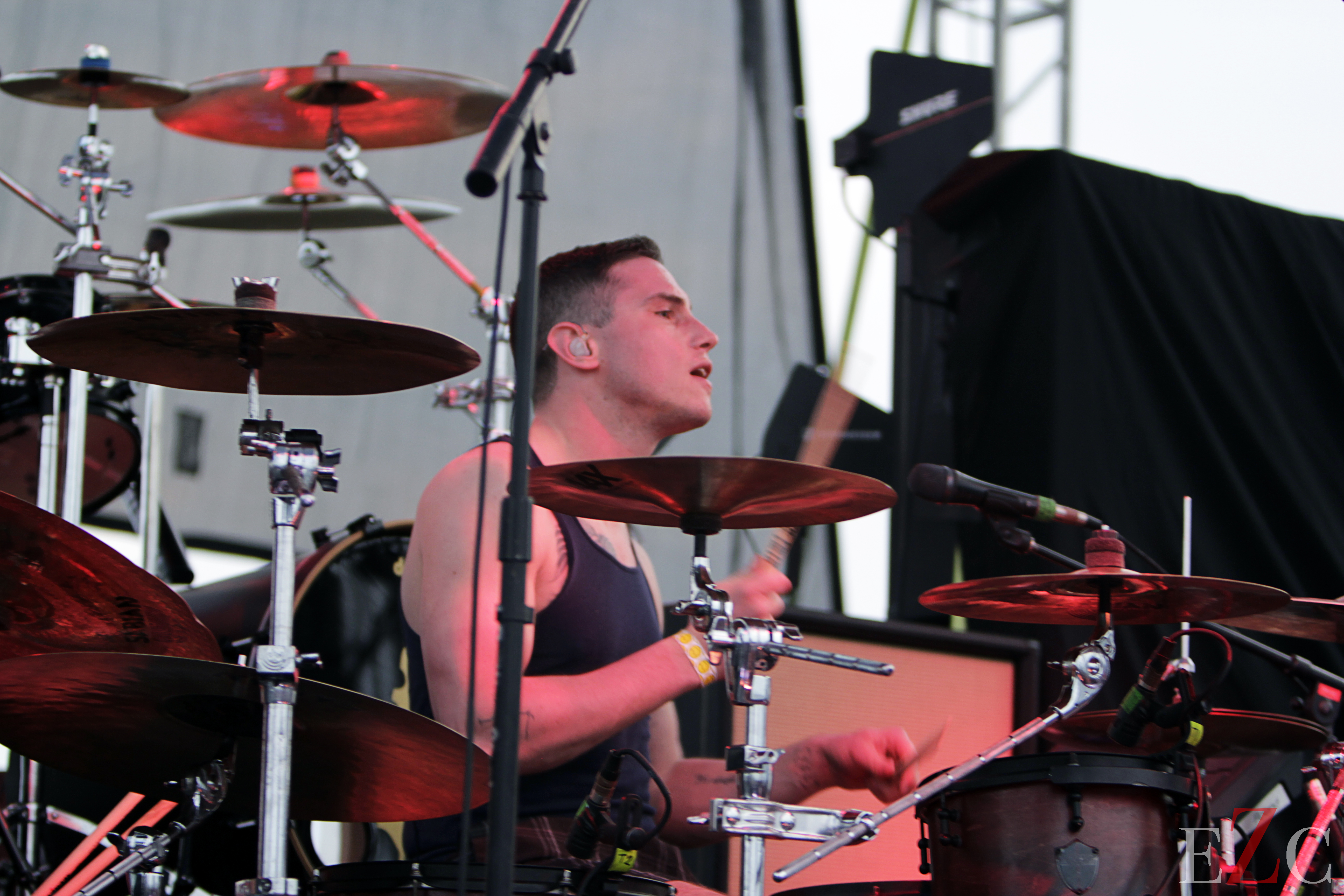
Rob Rolfe

## Discografia

### Album in studio
- 2007 – Take to the Skies
- 2009 – Common Dreads
- 2012 – A Flash Flood of Colour
- 2015 – The Mindsweep
- 2017 – The Spark
- 2020 – Nothing Is True & Everything Is Possible
- 2023 – A Kiss for the Whole World

### Raccolte
- 2008 – The Zone
- 2010 – Tribalism
- 2021 – Moratorium (Broadcasts from the Interruption)
- 2024 – Dancing on the Frontline

### Album di remix
- 2015 – The Mindsweep: Hospitalised

### Album dal vivo
- 2009 – Live at Milton Keynes - Bootleg Series Volume 1
- 2010 – Live at Rock City 2009 - Bootleg Series Vol. 2
- 2011 – Live from Planet Earth - Bootleg Series Volume 3
- 2012 – Live in London. W6. March 2012. - Bootleg Series Volume 4
- 2013 – Live in the Barrowland (Bootleg Series Vol. 5)
- 2016 – Live at Deezer
- 2016 – Live at Alexandra Palace
- 2019 – Take to the Skies: Live in Moscow
- 2019 – Live at Alexandra Palace 2
- 2020 – The Last Spark: Live at Ancienne Belgique, Brussels. May 2019. Bootleg Series Vol. 11
- 2025 – Wembley. London. 17th February 2024

## Premi e riconoscimenti
- Kerrang! Awards

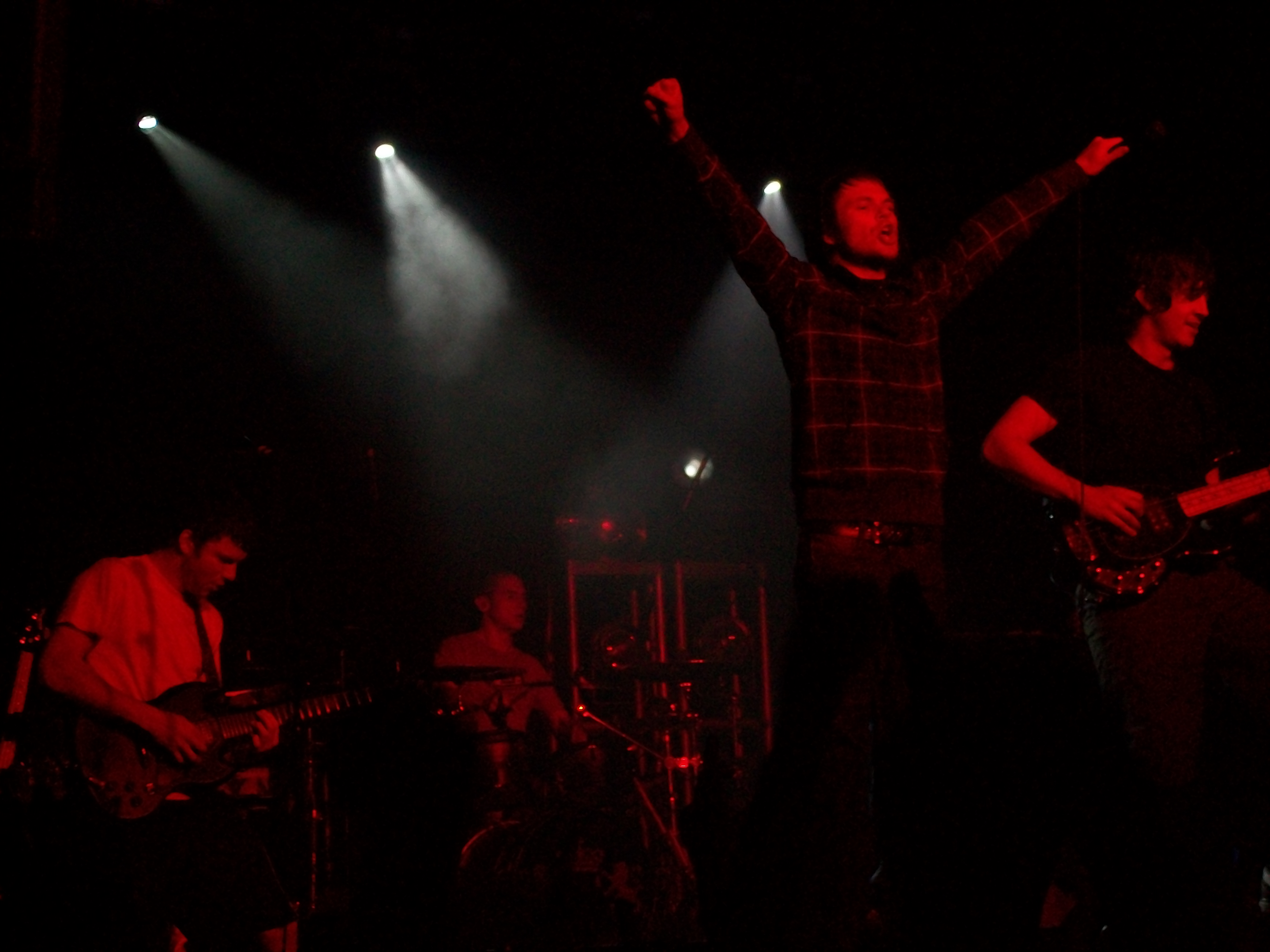
Gli Enter Shikari in concerto nel 2009

  - Nomination Best British Band (2019)
  - Nomination Best British Live Act (2019)
  - Best Album per The Spark (2018)
  - Nomination Best British Band (2018)
  - Nomination Best British Live Act (2018)
  - Nomination Best British Band (2016)
  - Best Single per Anaesthetist (2015)
  - Nomination Best British Band (2015)
  - Nomination Best Fan Community (2013)
  - Nomination Best Live Band (2013)
  - Nomination Best British Band (2013)
  - Best Live Band (2012)
  - Nomination Best Album per A Flash Flood of Colour (2012)
  - Nomination Best British Band (2010)
  - Nomination Best Live Band (2009)
  - Spirit of Independence (2007)
  - Best Live Band (2007)
  - Nomination Best British Band (2007)
  - Nomination Best Album per Take to the Skies (2007)
  - Nomination Best Single per Sorry You're Not a Winner (2007)
  - Nomination Best British Newcomer (2006)
- NME Awards
  - Nomination Best Fan Community (2013)
  - John Peel Award for Musical Innovation (2007)

- Heavy Music Awards
  - Best Single per The Void Stares Back (2023)
  - Nomination Best UK Band (2023)
  - Best Live Artist (2022)
  - Nomination Best UK Artist (2022)
  - Best Production per Nothing Is True & Everything Is Possible (2021)
  - Nomination Best Album Artwork per Nothing Is True & Everything Is Possible (2021)
  - Nomination Best Video per Stop the Clocks (2020)
  - Nomination Best UK Band (2019)
  - Nomination Best Live Band (2019)
  - Nomination Best UK Band (2018)
  - Nomination Best Album per The Spark (2018)
  - Best Live Band (2017)
- AIM Awards
  - Nomination Best Live Act (2016)
  - Independent Album of the Year per The Mindsweep (2015)
  - Best Live Band (2013)
  - Independent Album of the Year per A Flash Flood of Colour (2012)
  - Nomination Hardest Working Band (2012)
  - Nomination Best Live Band (2012)
- BT Digital Awards
  - Breakthrough Artist of the Year (2007)